# 佐々木高信
佐々木 高信（ささき たかのぶ）は、鎌倉時代前期の近江国の武士。高島氏・平井氏・朽木氏・田中氏・永田氏などの祖。宗家の高島氏の祖ということから高島高信ともいわれる。

## 生涯
近江源氏佐々木氏の一門で、近江守護や鎌倉幕府評定衆を務めた惣領信綱の次男。高島郡田中郷（現・高島市安曇川町）の地頭を務め、高島氏の祖となった。
かねてより佐々木氏は領内の日吉社と人事について争論があったが、文暦2年（1235年）日吉社の神人が勢多橋行事だった高信の課した所役に反発したことから、高信の地頭代・右兵衛尉重盛が日吉社の成万法師を殺害してしまった。日吉社や延暦寺大衆はこれを朝廷に訴えたものの、事件から2か月ものあいだ処分が下されなかったため、ついに衆徒らは強訴を決行した。高信と親しい延暦寺年預の寂林房観厳は日吉社内で防戦したものの山王七社すべての神輿が持ち出され、うち3基が強訴のために入洛した。朝廷に命じられた在京武士は鴨川で衆徒を撃退したが、衆徒らは神輿を奉じて比叡山で防戦の構えをとった。そのため朝廷は騒動の発端となった高信や、官軍の先陣となって戦った藤原遠政を流罪とすることを決し、幕府もこれを追認したため、山門方も防備を解いて神輿も全て日吉社へと戻された。翌月、高信は豊後国に流された。
高信の子孫は高島郡の在地武士となってそれぞれ高島・平井・朽木・田中・永田の各氏を称し、これに他氏の山崎氏を加えて高島七頭と称され、中世において郡内に繁栄した。